# Juan del Grijalva (Chiapa de Corzo)
Juan del Grijalva es una localidad del estado mexicano de Chiapas. Es parte del municipio de Chiapa de Corzo.

## Demografía
| Gráfica de evolución demográfica |
|                                  |

| Censo | Población |
| ----- | --------- |
| 1940  | 140       |
| 1950  | 164       |
| 1960  | 239       |
| 1970  | 501       |
| 1980  | 685       |
| 1990  | 986       |
| 2000  | 1 298     |
| 2010  | 1 428     |
| 2020  | 1 575     |